# Pont Rhin et Danube
Le pont Rhin et Danube  est un pont à structure métallique qui franchit la Seine sur une longueur de cinq cent trente mètres entre Meulan-en-Yvelines et les Mureaux, en s'appuyant sur l'île Belle, dans le département des Yvelines (France). Il se compose en fait de deux ponts successifs : le premier franchit le bras navigable sur 160 mètres entre Les Mureaux et l'île Belle en s'appuyant sur deux piles immergées dans le fleuve; le second franchit les bras de Saint-Côme et de Meulan (bras mort) sur 120 mètres en s'appuyant sur une pile située à la pointe de l'île du Fort. Les deux ponts ne sont pas alignés et sont reliés par une route à deux voies de 250 mètres de long environ, qui dessert également les îles de la Seine (île Belle et île du Fort).

## Historique
Ce pont, mis en service en 1953, remplace l'ancien grand pont de Meulan, détruit par les bombardements alliés en mai 1944.

## Trafic
Lors d'un comptage permanent SIREDO effectué en 2008, le trafic moyen journalier annuel s'élevait à 27 329 véhicules, dont 4,5 % étaient des poids lourds. C'est un ouvrage d'art de la route départementale 14 du département des Yvelines.

Illustrations
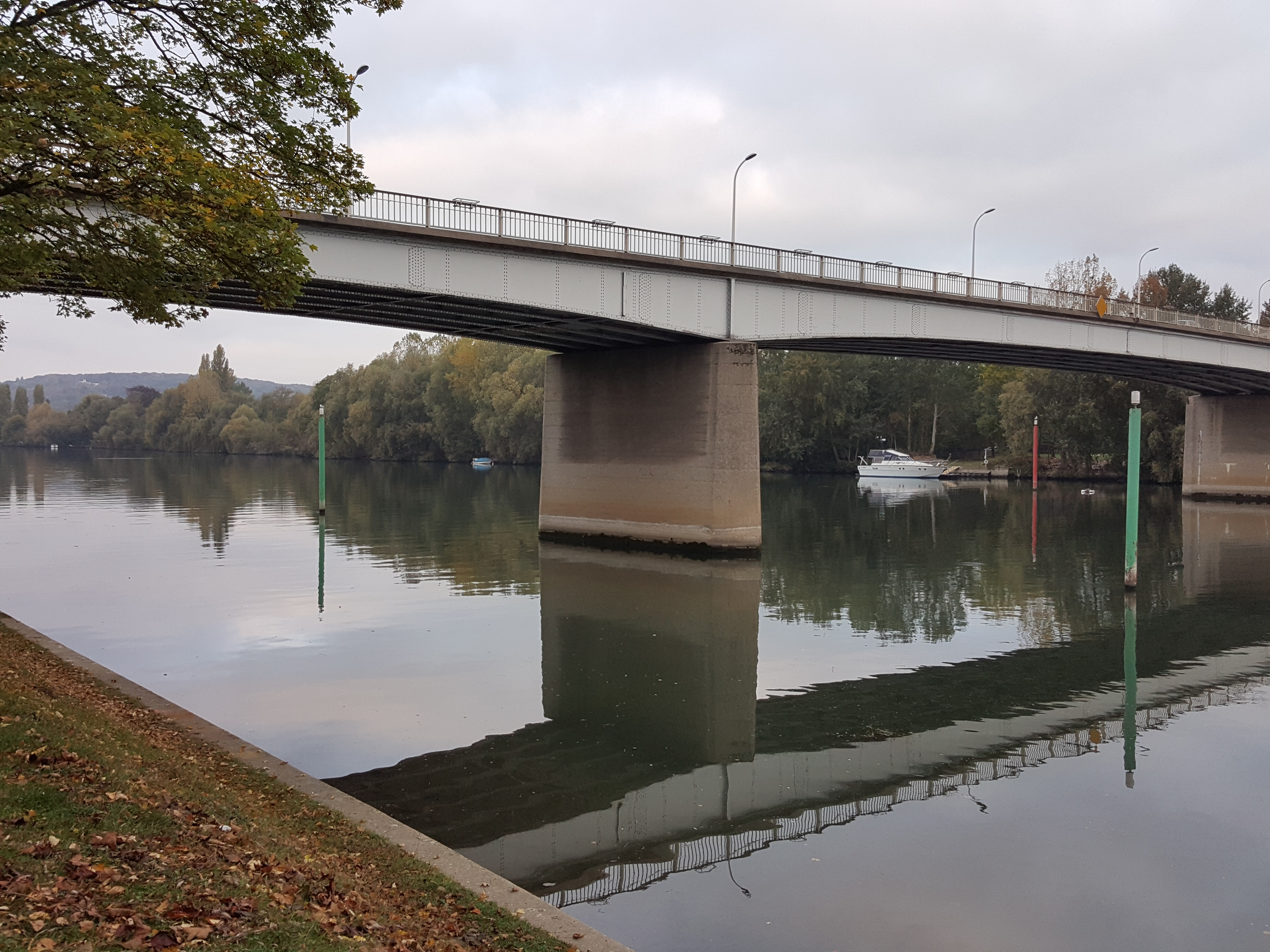
Pont sur le bras navigable (côté Les Mureaux).
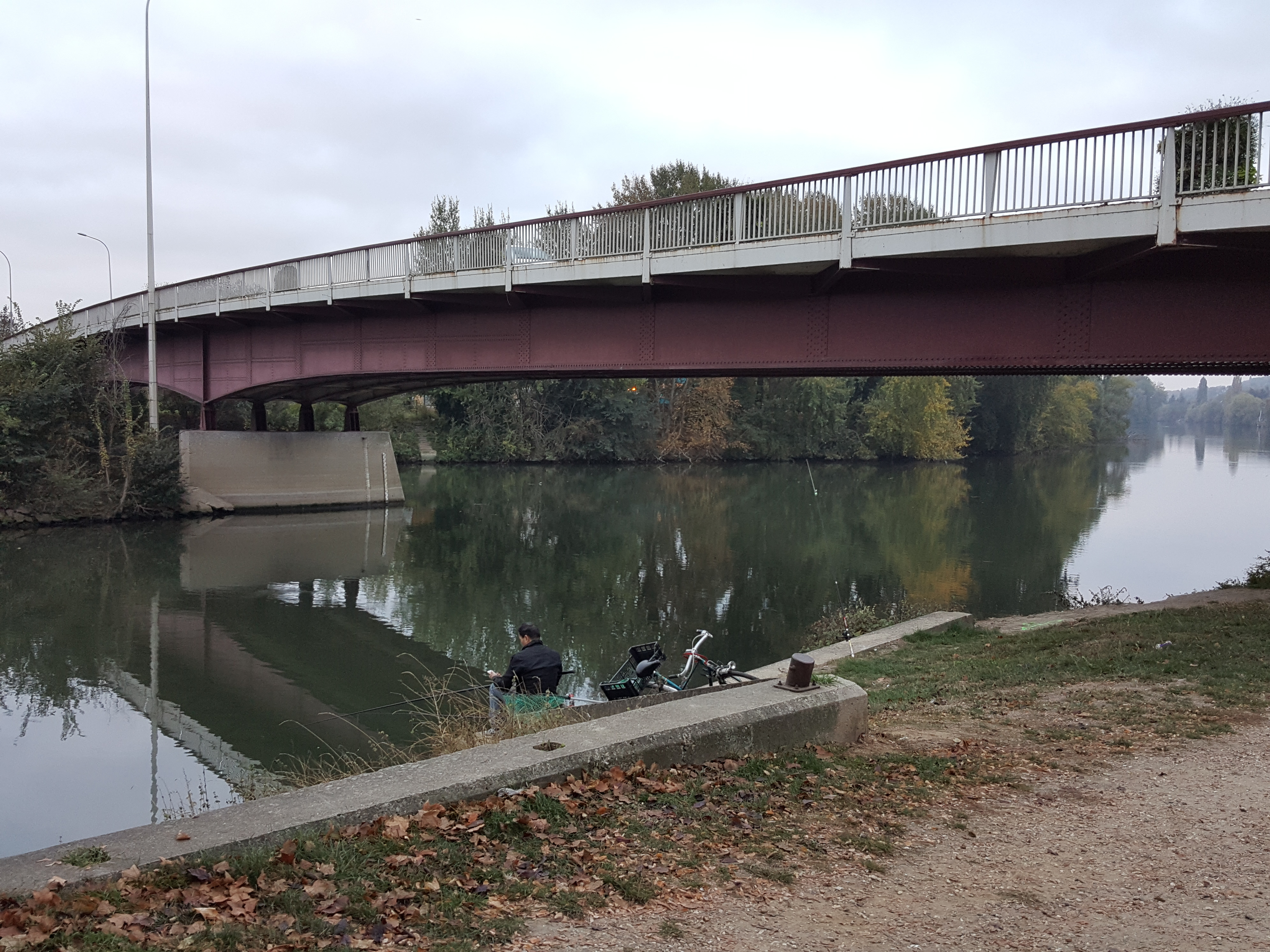
Pont sur le bras mort (côté Meulan).
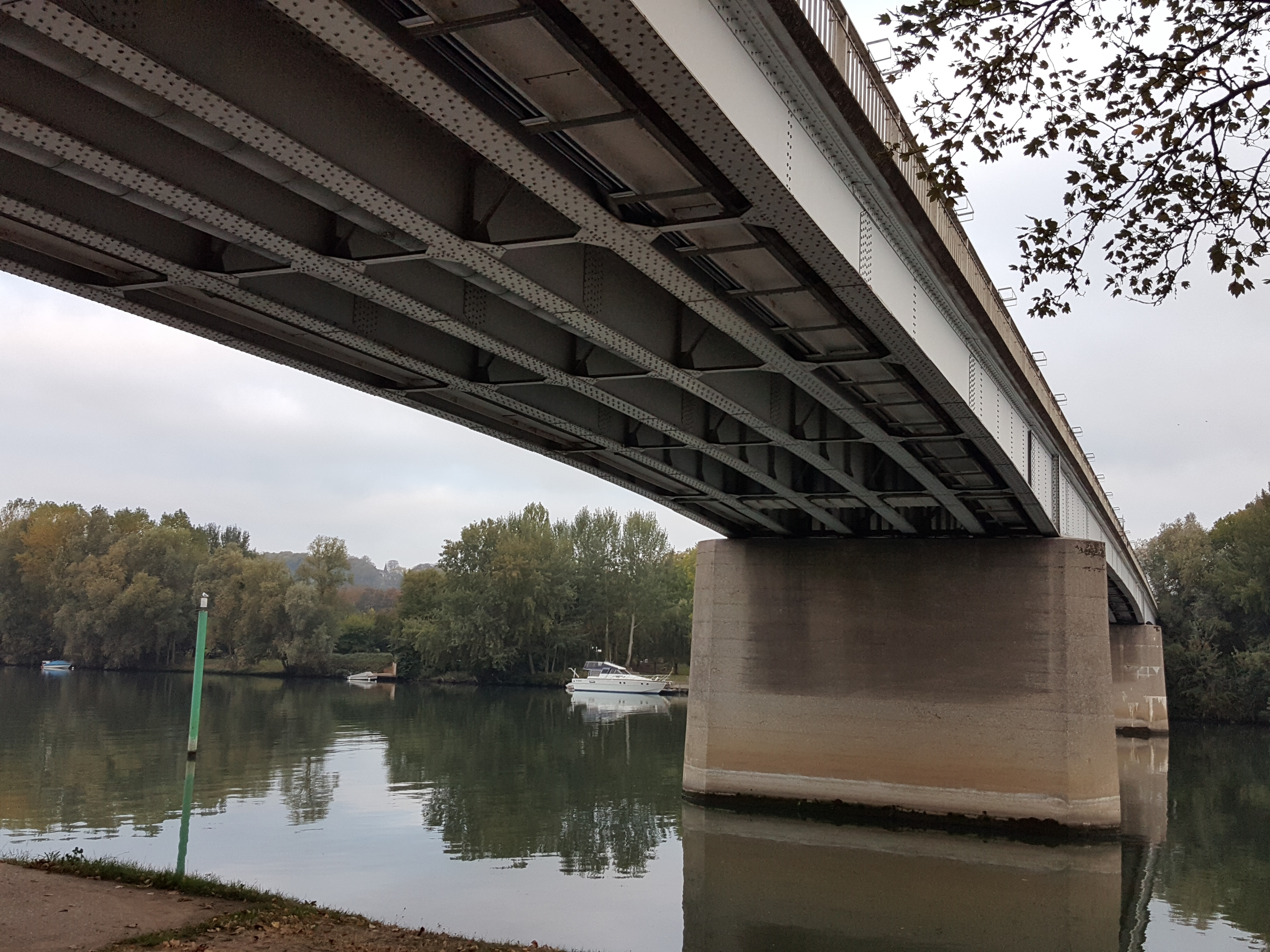
Structure du pont (côté Les Mureaux).